# Bonluec
Bonluec (Bonlieu-sur-Roubion en francès) és un municipi occità de França situat al departament de la Droma i a la regió d'Alvèrnia-Roine-Alps. L'any 2007 tenia 382 habitants.

## Demografia

### Població
El 2007 la població de fet de Bonlieu-sur-Roubion era de 382 persones. Hi havia 128 famílies de les quals 24 eren unipersonals (16 homes vivint sols i 8 dones vivint soles), 28 parelles sense fills, 64 parelles amb fills i 12 famílies monoparentals amb fills.
La població ha evolucionat segons el següent gràfic:
Habitants censats

### Habitatges
El 2007 hi havia 150 habitatges, 139 eren l'habitatge principal de la família, 7 eren segones residències i 4 estaven desocupats. 142 eren cases i 8 eren apartaments. Dels 139 habitatges principals, 121 estaven ocupats pels seus propietaris, 16 estaven llogats i ocupats pels llogaters i 2 estaven cedits a títol gratuït; 5 tenien dues cambres, 11 en tenien tres, 42 en tenien quatre i 82 en tenien cinc o més. 108 habitatges disposaven pel capbaix d'una plaça de pàrquing. A 57 habitatges hi havia un automòbil i a 77 n'hi havia dos o més.

### Piràmide de població
La piràmide de població per edats i sexe el 2009 era:
| Homes | Edats   | Dones |
| ----- | ------- | ----- |
| 0     | 95 o +  | 0     |
| 0     | 90 a 94 | 4     |
| 0     | 85 a 89 | 4     |
| 0     | 80 a 84 | 0     |
| 4     | 75 a 79 | 4     |
| 0     | 70 a 74 | 4     |
| 4     | 65 a 69 | 4     |
| 16    | 60 a 64 | 12    |
| 12    | 55 a 59 | 8     |
| 8     | 50 a 54 | 8     |
| 16    | 45 a 49 | 8     |
| 16    | 40 a 44 | 16    |
| 16    | 35 a 39 | 16    |
| 16    | 30 a 34 | 16    |
| 12    | 25 a 29 | 12    |
| 8     | 20 a 24 | 16    |
| 0     | 15 a 19 | 8     |
| 16    | 10 a 14 | 16    |
| 24    | 5 a 9   | 8     |
| 8     | 0 a 4   | 8     |

## Economia
El 2007 la població en edat de treballar era de 230 persones, 160 eren actives i 70 eren inactives. De les 160 persones actives 150 estaven ocupades (85 homes i 65 dones) i 10 estaven aturades (6 homes i 4 dones). De les 70 persones inactives 21 estaven jubilades, 24 estaven estudiant i 25 estaven classificades com a «altres inactius».

### Ingressos
El 2009 a Bonlieu-sur-Roubion hi havia 137 unitats fiscals que integraven 368 persones, la mediana anual d'ingressos fiscals per persona era de 18.315 €.

### Activitats econòmiques
Dels 8 establiments que hi havia el 2007, 3 eren d'empreses de construcció, 1 d'una empresa de comerç i reparació d'automòbils, 2 d'empreses d'hostatgeria i restauració, 1 d'una empresa de serveis i 1 d'una empresa classificada com a «altres activitats de serveis».
Dels 4 establiments de servei als particulars que hi havia el 2009, 3 eren paletes i 1 restaurant.
L'any 2000 a Bonlieu-sur-Roubion hi havia 11 explotacions agrícoles que ocupaven un total de 225 hectàrees.

## Equipaments sanitaris i escolars
El 2009 hi havia una escola elemental integrada dins d'un grup escolar amb les comunes properes formant una escola dispersa.

## Poblacions més properes
El següent diagrama mostra les poblacions més properes.